# Белогоровка (Бахмутский район)
Белого́ровка (укр. Білогорівка) — село Соледарской городской общины Бахмутского района Донецкой области Украины.
Код КОАТУУ — 1420989903. Почтовый индекс — 84542. Телефонный код — 6274.

## История
Село основано в 1843 году при императоре Николае І. Население по данным 2020 года составляет 17 человек. Население в 1924 году составляло примерно 600—800 человек. Во время Второй мировой войны село Белогоровка было захвачено немецкими войсками. В результате жестокого боя в ходе наступательной Донбасской операции 1943 года подразделения Вермахта вынуждены были покинуть село и отступить в сторону города Артёмовск. В селе Белогоровка устоновлен памятник погибшим при выполнение задания разведчикам Красной Армии.